# Morgan Boulevard
Morgan Boulevard – stacja linii niebieskiej i srebrnej metra waszyngtońskiego. Znajduje się w Landover w stanie Maryland. Przystanek został otwarty 18 grudnia 2004 roku, początkowo tylko na linii niebieskiej; składy linii srebrnej docierają na niego od 26 lipca 2014 roku.